# Satschepyliwka (Poltawa)
Satschepyliwka (ukrainisch Зачепилівка; russisch Зачепиловка Satschepilowka) ist ein Dorf in der ukrainischen Oblast Poltawa mit etwa 900 Einwohnern (2001).
Satschepyliwka liegt an der Territorialstraße T–17–34 sowie am linken Ufer der Worskla 5 km südlich vom ehemaligen Rajonzentrum Nowi Sanschary und 40 km südwestlich vom Oblastzentrum Poltawa.
Am 5. September 2017 wurde das Dorf ein Teil der neugegründeten Siedlungsgemeinde Nowi Sanschary, bis dahin bildete es die gleichnamige Landratsgemeinde Satschepyliwka (Зачепилівська сільська рада/Satschepliwska silska rada) im Süden des Rajons Nowi Sanschary.
Am 17. Juli 2020 kam es im Zuge einer großen Rajonsreform zum Anschluss des Rajonsgebietes an den Rajon Poltawa.

## Persönlichkeiten
Im Dorf wurden geboren:
- Borys Olijnyk (1935–2017), ukrainischer Dichter, Übersetzer, Politiker und öffentliche Person
- Dmytro Janko (Дмитро Григорович Янко; * 1930), ukrainischer Kunstkritiker